# Ja’akow Kliwnow
Ja’akow Kliwnow (hebr.: יעקב קליבנוב, ang.: Yaakov Klivnov, ur. 20 grudnia 1887 na terenie guberni mińskiej (ob. Białoruś), zm. 4 listopada 1966) – izraelski polityk, w latach 1949–1955 i 1957–1959 poseł do Knesetu z listy Ogólnych Syjonistów.
W pierwszych wyborach parlamentarnych w 1949 po raz pierwszy dostał się do izraelskiego parlamentu. 1951 uzyskał reelekcję. Bezskutecznie kandydował w wyborach w 1955, ostatecznie jednak zasiadł w ławach trzeciego Knesetu 16 czerwca 1957 po śmierci Chajjima Ari’awa.
1959 utracił miejsce w parlamencie.